# Ишбел Бий
Ишбел Бий (на английски: Ishbelle Bee) е шотландска поетеса и писателка на произведения в жанра историческо фентъзи.

## Биография и творчество
Ишбел Бий е родена в Лондон, Англия. Като тийнейджър чете много и гледа фентъзи филми.
Завършва магистратура по английска филология. Взема и курс за учител по изкуства. Започва докторантура за творчеството на Филип К. Дик, но не завършва. Работи като защитник на жертви на домашно насилие.
Първият ѝ роман „Удивителната и изключителна приказка за Мирър и Голиат“ от фентъзи поредицата „Чудатите приключения на почитаемия Джон Лъвхарт“ е публикуван през 2015 г.
Ишбел Бий живее в Единбург.

## Произведения

### Серия „Чудатите приключения на почитаемия Джон Лъвхарт“ (Peculiar Adventures Of John Loveheart)
1. The Singular & Extraordinary Tale of Mirror & Goliath (2015)
Удивителната и изключителна приказка за Мирър и Голиат, изд.: „Сиела“, София (2016), прев. Борислав Стефанов
2. The Contrary Tale of the Butterfly Girl (2015)

### Поезия
- Blue Ink (2017)